# Drujba, Kompaniivka
Drujba (în ucraineană Дружба) este un sat în comuna Lozuvatka din raionul Kompaniivka, regiunea Kirovohrad, Ucraina.

## Demografie
Componența lingvistică a localității Drujba
     Ucraineană (100%)
Conform recensământului din 2001, toată populația localității Drujba era vorbitoare de ucraineană (100%).